# Aliança pelo Progresso e Ressurgimento
A Aliança pelo Progresso e Ressurgimento (em alemão: Allianz für Fortschritt und Aufbruch, ALFA) é um partido político da Alemanha.
O partido foi fundado em 19 de Julho por membros da Alternativa para a Alemanha. O motivo desta cisão na Alternativa para a Alemanha, foi a derrota de Bernd Lucke no congresso da AfD, em Junho de 2015, perante Frauke Petry, da ala mais nacionalista e eurocéptica .
Descontente com esta radicalização da AfD, Bernd Lucke e seus apoiantes, decidiram fundaram o ALFA , que segue a sua linha ideológica: economicamente liberal, conservador liberal e, defendendo reforma do euro e da União Europeia, mas, sem que, isso implique a saída da Alemanha da União Europeia.